# 紀伊國
紀伊國（日语：〔〕／ Kiinokuni */?），日本古代的令制國之一，屬南海道，又稱紀州。在江戶時代是德川御三家紀州德川氏的領地（紀州藩）。紀伊國的領域大約包含現在和歌山縣全境及三重縣的南部。以江戶幕府第8代將軍，德川吉宗出名。

## 郡
- 伊都郡
- 那賀郡
- 名草郡
- 海部郡
- 在田郡
- 日高郡
- 牟婁郡

## 历史
由于国内守护田山家随着应仁之乱而分裂，纪北至南河内保有一定势力的根来众和在纪之川流域盘据的杂贺众等土豪势力不断扩大；因有天然良港而赖以生存的熊野水军势力也逐渐抬头；而从高野山中分离出的真言宗根来寺众也开始坐大。以上土豪势力各自为政，不理会守护田山氏的统治，国内始终没有能够统一该国的势力出现。战国时代在与其他势力的同盟和抗战中生存。谁掌握了以根来众和杂贺众为代表的雇佣兵集团，往往便能够左右战局。
特别是纪北的杂贺党和根来寺，通过本地铁炮冶炼集团，形成了以铁炮为装备的一大雇佣兵集团，织田信长就是利用这些势力的一人。但随着信长与一向一揆的对立，情况也随之一变。当时纪州农民有很大一部分都是一向宗徒，杂贺众与一向一揆联合，形成杂贺一揆，公然对抗信长。杂贺一揆；联合反信长势力的三好氏、石山本愿寺等势力，本愿寺便以纪伊为后勤基地，与信长进行长时间的抗争，令信长大为头疼。
1570年，信长逐渐开始讨伐本地一向一揆势力，但因一揆方占有地利，使信长收效甚微。自1574年开始，信长逐渐开始分化一向宗控制较弱的社家相、中乡、南乡的太田党和根来众等势力，情况终于出现了转机。
杂贺孙市率领的杂贺庄十乡的铃木党继续与信长对抗，在1577年遭到信长大军的讨伐。之后纪州一揆仍然顽强地与信长对抗，并与从海上封锁石山的九鬼嘉隆水军对战。最后1581年石山本愿寺的显如上人退出石山城前往纪伊，石山合战完全结束。信长死后，羽柴秀吉于1583年开始入侵纪伊，攻落粉河寺。次年的小牧长久手之战，杂贺众、根来众们应德川家康的请求作为呼应，摆出一副反抗秀吉的态势而骚扰大坂。终于丰臣秀吉在战争结束后的次年1585年展开了报复行动，烧毁了根来寺，水淹太田城，彻底驱逐了根来众和太田党。而熊野水军势力堀内氏，早早便投降于秀吉麾下。秀吉派其弟丰臣秀长接管纪伊。后桑山重晴分封到和歌山城，堀内氏善保有新宫地方，铃木无心保有田边地方。但关原之战后，以上几个势力遭到惩罚，浅野幸长领有了和歌山37万石。1619年，浅野家被转封到安艺，德川家康十子赖宣分封到此，奠定了御三家之一的纪州藩的基础。

## 企業
紀伊國屋書店、超市即採用此名。

## 相關項目
- 令制國列表